# Советско-йеменский договор (1928)
Советско-йеменский договор 1928 года (араб. المعاهدة السوفيتية اليمنية‎) — первое двустороннее соглашение между Советским Союзом и Йеменским Мутаваккилийском королевством.
В июне — июле 1928 года в Сане по инициативе йеменской стороны проходили переговоры по согласованию текста первого советско-йеменского договора. Советскую делегацию возглавлял Г. А. Астахов.
1 ноября 1928 года в Сане состоялось подписание Договора о дружбе и торговле между СССР и Йеменским королевством, которым между этими странами устанавливались «нормальные официальные отношения» сроком на десять лет.
24 июня 1929 года в Сане состоялся обмен ратификационными грамотами и Договор вступил в силу.
В 1938 году йеменская сторона предложила продлить Договор. Советская сторона ответила согласием.